# Akaro
Akaro är en ö i Cooköarna (Nya Zeeland). Den ligger i den norra delen av landet. Den ingår i atollen Rakahanga.